# Municipi regional de comtat

Divisions dels municipis regionals de comtat de Quebec.

Un municipi regional de comtat (MRC) (en francès, Municipalité régionale de comté) és un municipi regional que ofereix serveis als municipis del Quebec. Agrupen tots els municipis d'una àrea geogràfica. Els municipis regionals de comtat, els va ser crear la Loi sud l'aménagemt et l'urbanisme (és a dir: Llei de planificació i desenvolupament) votada per l'Assemblea Nacional del Quebec el 1979 per reemplaçar els comtats.

## Llista
El Quebec es compon de 86 MRC i 14 ciutats o aglomeracions més que tenen competències equivalents a un MRC. Al nord del territori del Quebec, no hi ha MRC, però sí tres territoris equivalents.

## Composició
El consell d'un MRC està generalment compost per alcaldes dels municipis d'aquest MRC, com també per un prefecte. El prefecte és triat generalment dins del consell per vot secret, encara que també pot ser triat per sufragi universal. El mandat del prefecte és de 2 anys, si és triat pel consell, i de 4 anys, en cas que l'elecció sigui per sufragi universal.

## Modificacions
| Any  | Modificació |
| ---- | --- |
| 1989 | Els municipis de Sainte-Hélène-de-Bagot, Saint-Liboire i Saint-Valérien-de-Milton, abans del MRC de Acton, es van unir al MRC dels Maskoutains. |
| 1998 | La parròquia de Saint-Jean-Baptiste, abans en el MRC de Rouville, es va unir al MRC de la Vall del Richelieu. |
| 1999 | El municipi de Ulverton, abans en el MRC de Drummond, es va unir al MRC de la Vall del Saint-François. |
| 2002 | Els antics MRC de Desjardins i de Carateras de Chaudière van ser suprimits i els seus municipis van ser agrupats a la ciutat de Lévis, a excepció de Saint-Lambert-de-Lauzon (abans en Carateras de Chaudière), que es va unir al MRC de Nova Beauce i de Saint-Henri, abans en Desjardins, que es va unir al MRC de Bellechasse. |
| 2002 | El MRC de Francheville, va ser suprimit ja que els seus municipis urbans es van fusionar amb la ciutat de Trois-Rivières de la regió de Mauricie, mentre que els seus municipis rurals van passar a formar part del nou MRC dels Chenaux. El MRC de Centre de Mauricie, va ser suprimit ja que els seus municipis van passar a formar part de la ciutat de Shawinigan, també de la regió de Mauricie, excepte Notre-Dame-du-Mont-Carmel que es va unir al nou MRC dels Chenaux i Charette, Saint-Boniface, Saint-Mathieu-du-Parc, Saint-Étienne-des-Grès i Saint-Élie, que es van unir al MRC de Maskinongé. |
| 2002 | La ciutat de Sherbrooke, a la qual va ser fusionada la ciutat de Bromptonville, abans en el MRC de la Vall del Saint-François, va succeir al MRC de la Région-Sherbrookoise. |

## Divisió de cens
Statistique Canada agrupa les dades del cens de Canadà en divisions de cens, les quals corresponen als comtats en altres províncies i als MRC del Quebec. Hi ha algunes excepcions: la ciutat de Trois-Rivières, que té les competències d'un MRC, i el MRC dels Chenaux forma la divisió de cens de Francheville; els MRC de Caniapiscau i de Sept-Rivières estan inclosos en la divisió de cens de Sept-Rivières-Caniapiscau.